# Église malankare Mar Thoma
L'Église malankare Mar Thoma ou Église malankare Saint Thomas (en malayalam : മാര്‍ത്തോമ്മാ സഭ) est une Église de tradition syriaque ou syrienne du Kerala en Inde. Elle fait partie de l'ensemble des Églises orientales de l'Inde des Chrétiens de saint Thomas. Le chef de l'Église porte le titre de Métropolite, avec résidence à Tiruvalla dans le district de Pathanamthitta au Kerala (titulaire actuel : Sa Grâce le Très Révérend Dr Theodosius Mar Thoma depuis le 14 novembre 2020).

## Nom
L'Église malankare Mar Thoma est également connue sous d'autres noms :
- Église Mar Thoma
- Église Marthoma
- Église marthomite
- Église syrienne Mar Thoma du Malabar
- Église jacobite réformée
- Mar Thoma Sabha

## Histoire
Comme la plupart des Églises chrétiennes du Kerala, l'Église marthomite fait remonter ses origines à l'évangélisation par saint Thomas en 52 (cette évangélisation est considérée comme possible pour de nombreux historiens — mais non attestée — selon une seconde tradition, un marchand perse, Thomas de Cana, débarqua à Muziris avec un évêque, plusieurs prêtres et des chrétiens en 345). En 450, elle est rattachée à l'Église de Séleucie-Ctésiphon, sous l'autorité du patriarche nestorien de Babylone. À partir du XIVe siècle, seule l'Église de Séleucie-Ctésiphon (nestorienne) envoyait encore des évêques au Malabar. Lorsque les Portugais débarquent au Malabar en 1498, ils entreprirent de ramener ces hérétiques à l'orthodoxie et établirent l'Inquisition dès 1560. Les chrétiens du Malabar qui acceptent l'autorité des Portugais forment alors l'Église catholique de rite syro-malabar (rite syrien oriental latinisé) — mais ils n'obtinrent des évêques de leur rite qu'en 1896 sous la pression du schisme de l'archevêque Mellus. 
Pour faire face aux vexations qu'ils subissaient de la part des catholiques (interdiction de dire la messe en syriaque, mise en prison des prêtres, destruction des livres religieux), les chrétiens fuient les ports. Ils se réunissent le 3 janvier 1653 au pied de la croix de Coonen à Cochin où ils jurent de ne pas rester sous l'obédience des Portugais et des paulistes. Six mois plus tard, l'archidiacre Mar Thoma, est élu par imposition des mains de douze prêtres et ils font légitimer cette élection par le patriarche jacobite d'Antioche. Ainsi se reconstitua l'Église jacobite du Malabar (puttankuttukar, nouvelle assemblée) qui se détachait de l'Église catholique de rite syro-malabar (palayakuttukar, ancienne assemblée). Cette Église jacobite connaîtra plusieurs schismes (en 1772 et 1910) notamment. 
L'influence des missions protestantes et la controverse entre deux évêques jacobites, Mar Athanase Mathew (désireux de se rapprocher du rite anglican) et Mar Dionysos Joseph et le procès qui s'ensuivit de 1879 à 1889, entraîna un nouveau schisme. Les partisans de Mar Athanase Mathew fondèrent alors l'Église marthomite (ou Église jacobite réformée). Cette Église mena un prosélytisme actif en direction des basses castes. Les navikaranakkar (réformateurs) sont de rite syrien occidental (comme les jacobites) mais se considèrent anglicans. Depuis la fin du XXe siècle, il est question d'unir l'Église marthomite, la Church of South India (CSI) et la Church of North India (CNI). Actuellement, ces Églises sont en communion. Une minorité de l'Église marthomite fit scission et créa la Saint Thomas Evangelical Church of India, en ordonnant deux évêques par imposition conjointe des mains de dix-huit prêtres.

## Organisation

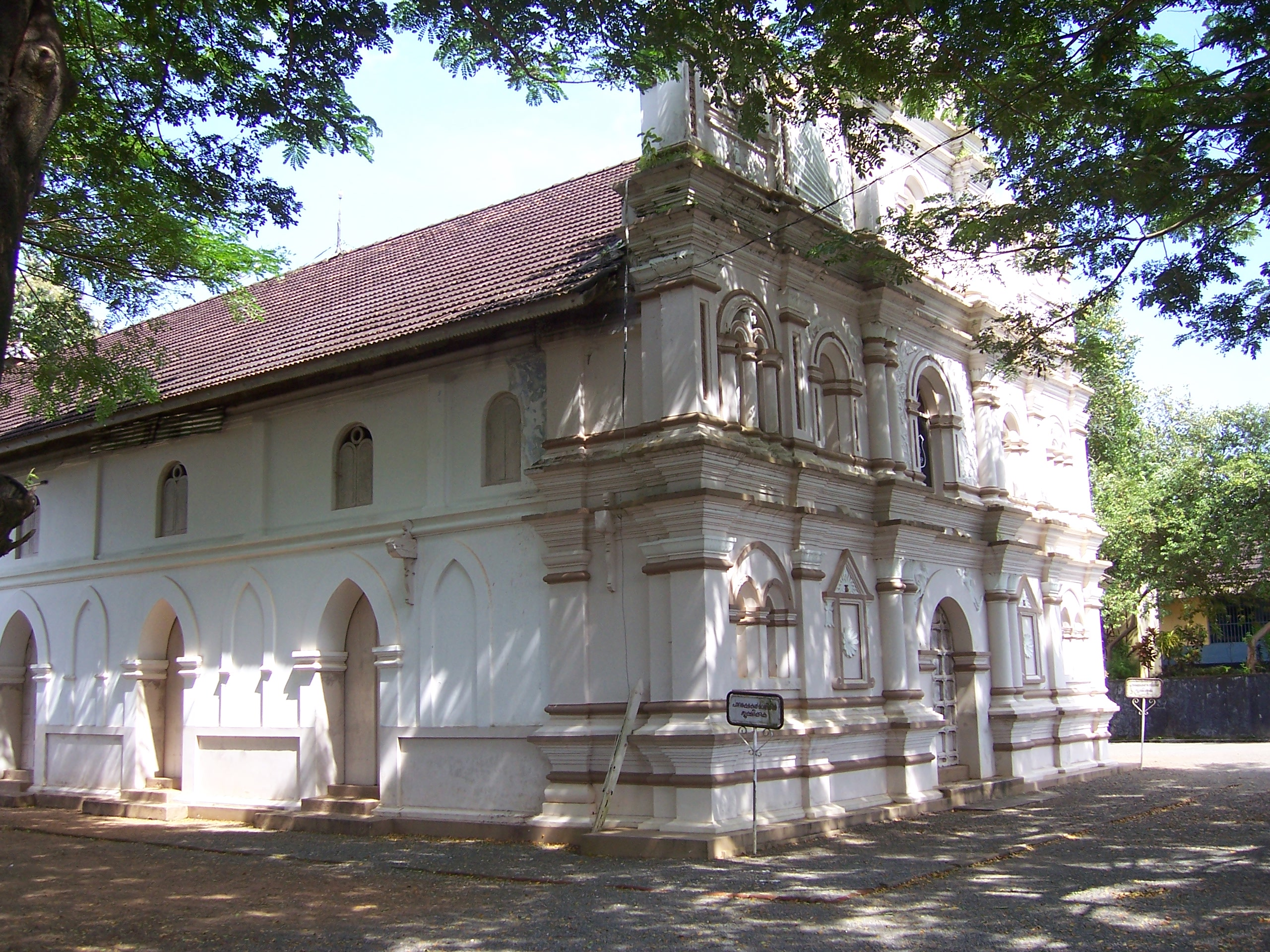
Église malankare Mar Thoma de Maramon.

### Organisation territoriale
- Diocèse d'Adoor-Malaisie, Singapour et Australie
- Diocèse de Chengannur- Mavelikara
- Diocèse de Kottayam-Kochi
- Diocèse de Chennai-Bangalore-Kunnamkulam-Malabar
- Diocèse de Niranam-Maramon
- Diocèse de Ranny-Nilackel
- Diocèse de Trivandrum-Kollam
- Diocèse de Delhi-Mumbai
- Diocèse d'Amérique du Nord, du Royaume-Uni et d'Europe

L'Église Mar Thoma compte également plusieurs paroisses dans les différents États de la péninsule Arabique.

### Métropolites
- Mathews Mar Athanasius (1843-1877)
- Thomas Mar Athanasius (1877-1893)
- Titus Ier (1893-1910)
- Titus II (1910-1943)
- Abraham Mar Thoma (1943-1947)
- Yuhanon Mar Thoma (1947-1976)
- Alexander Mar Thoma (1976-1999)
- Philipose Mar Chrysostom (15 mars 1999-28 août 2007) (démission)
- Joseph Mar Thoma (2 octobre 2007-18 octobre 2020)
- Theodosius Mar Thoma (14 novembre 2020-aujourd'hui)

## Relations avec les autres Églises
L'Église Mar Thoma est membre du Conseil œcuménique des Églises depuis sa création en 1948.

### Relations avec les autres Églises orientales de d'Inde
- L'Église entretient des relations très étroites avec l'Église malabare indépendante.

### Relations avec l'Église anglicane
- L'Église est en intercommunion avec l'Église anglicane.